# Carlson Wagonlit Travel

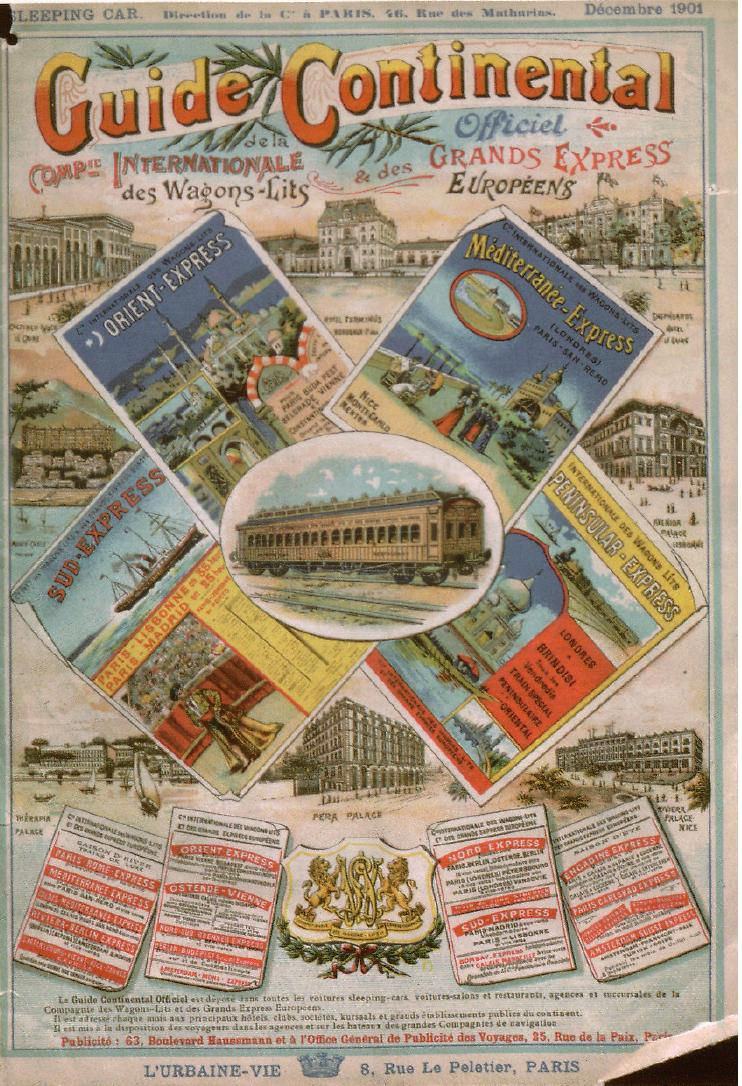
Guide Continental da Compagnie Internationale des Wagons-Lits, 1901

Carlson Wagonlit Travel é uma empresa de gerenciamento de viagens que foi criada pela fusão da divisão de viagens da Accor e as Carlson Companies. Em 2006 a Accor vendeu seus 50% de participação na Carlson Wagonlit Travel para a Carlson Companies e o One Equity Partners (afiliada da JPMorgan Chase).